# Piratenplaneet
Piratenplaneet: De Schat van Kapitein Flint (Engelse titel Treasure Planet) is een Amerikaanse animatiefilm uit 2002 van Walt Disney Feature Animation. Het is Disney's 43e getekende hoofdfilm.
De film is een fantasybewerking van Robert Louis Stevensons avonturenroman Schateiland. De productie en regie waren in handen van Ron Clements en John Musker.

## Verhaal
In de proloog is de protagonist, Jim Hawkins, nog een kind van een jaar of drie. Zijn moeder vertelt hem elke avond verhalen over de legendarische piraat Kapitein Flint, wiens (vliegend)schip altijd vanuit het niets leek op te duiken en andere schepen beroofde. Zijn buit zou verstopt zijn op de legendarische “piratenplaneet”. 
Vervolgens is er een tijdsprong van 12 jaar in de film. Jim is inmiddels een tiener die graag pleziertochtjes maakt met "solar surfboarding" (een vorm van surfen, maar dan met een door zonne-energie aangedreven futuristische surfplank). Zijn hobby brengt hem geregeld in de problemen.
Op een dag stort er een schip neer vlak bij de herberg van Jims moeder. De stervende piloot, Billy Bones, geeft Jim een vreemde bol en maant hem om uit te kijken voor “de cyborg”. Korte tijd later wordt de herberg aangevallen door een bende piraten. Jim, zijn moeder en hun vriend Dr. Delbert Doppler kunnen maar net ontkomen. Doppler onderzoekt de bol. Het blijkt een projector te zijn die een gedetailleerde holografische kaart bevat van het sterrenstelsel. Volgens Jim wijst deze kaart de weg naar de piratenplaneet.
Doppler en Jim regelen een schip om op een geheime missie te gaan naar deze planeet. Het schip staat onder leiding van de sarcastische kapitein Amelia en haar loyale en altijd serieuze eerste stuurman, Mr. Arrow. De bemanning van het schip blijkt een bende plunderaars te zijn, die in het geheim wordt aangevoerd door de scheepskok John Silver. Jim vermoedt dat Silver tevens de cyborg is waar Billy Bones voor waarschuwde. Ondanks zijn wantrouwen ontwikkelt Jim een persoonlijke band met Silver, die een soort vaderfiguur voor hem wordt. Wanneer het schip onderweg een zwart gat passeert, laat Silver door een van zijn handlangers Mr. Arrow overboord gooien.
Zodra het schip de piratenplaneet bereikt, breekt er een muiterij uit. Jim, Dr. Doppler en kapitein Amalia verlaten het schip en vluchten naar de planeet. Daar ontmoeten ze de robot B.E.N., die ooit diende als navigator op Kapitein Flints schip maar door hem werd achtergelaten. De piraten halen de vier al snel in, en dwingen Jim om de kaart te activeren.
De kaart leidt de groep naar een vreemdsoortige poort, die bediend wordt door de kaart in een bedieningspaneel te plaatsen. De poort blijkt een toegangsweg te kunnen openen naar elke plaats in het sterrenstelsel. Dat verklaart hoe Flint en zijn bemanning altijd vanuit het niets op konden duiken. De poort kan tevens een toegang openen naar het centrum van de planeet zelf, waar de schat verborgen is. De planeet zelf is in feite een groot complex ruimtestation. Wanneer de piraten de schat willen stelen, activeren ze per ongeluk het zelfvernietigingssysteem van de planeet. In de paniek die ontstaat vluchten Jim, Dr. Doppler, kapitein Amalia, B.E.N. en de piraten terug naar het schip. Aan boord helpt Silver Jim om snel een geïmproviseerde Solar Surfer te maken zodat Jim voor het schip uit kan vliegen en een poort kan openen naar hun thuisplaneet. Door de poort ontsnapt de groep aan de ontploffende planeet.
Na de ontsnapping worden de piraten opgesloten in het ruim. Amalia belooft dat ze een goed woordje zal doen voor Jim bij de Insterstellar Academy zodat hij daar kan gaan studeren. Silver verlaat die nacht in het geheim het schip. Jim betrapt hem, maar laat hem zijn gang gaan. Als afscheidscadeau geeft Silver Jim het enige deel van de schat dat hij heeft kunnen redden. Hiermee kan Jim de herberg van zijn moeder laten herstellen.
De film eindigt enkele jaren later in de herbouwde herberg. Dr. Doppler en Amalia zijn inmiddels getrouwd en hebben vier kinderen. Jim is zojuist afgestudeerd van de academie en wordt thuisgebracht door twee politie-robots.

## Rolverdeling
| Personage           | Stem                 | Stem             | Stem              |
| ------------------- | -------------------- | ---------------- | ----------------- |
| Jim Hawkins         | Joseph Gordon-Levitt | Johnny de Mol    | Jonas Van Geel    |
| Long John Silver    | Brian Murray         | Jan Decleir      | Vic De Wachter    |
| Dr. Delbert Doppler | David Hyde Pierce    | Ben Maasdam      | Tom Van Bauwel    |
| B.E.N.              | Martin Short         | Jacob Derwig     | Pieter Embrechts  |
| Kapitein Amelia     | Emma Thompson        | Annette Nijder   | Els Dottermans    |
| Scroop              | Michael Wincott      | Pim Koopman      | Marc Peeters      |
| Sarah Hawkins       | Laurie Metcalf       | Hilde de Mildt   | Veerle Dobbelaere |
| Mr. Arrow           | Roscoe Lee Browne    | Wil van Selst    | Herbert Flack     |
| Billy Bones         | Patrick McGoohan     | Frits Lambrechts | Jef Demedts       |
| Morph               | Dane A. Davis        |                  |                   |
| Onus                | Corey Burton         | Dieter Jansen    | Bart Slegers      |
| Jonge Jim           | Austin Majors        | Kas Westerbeer   | Zeno Madder       |
| Verteller           | Tony Jay             | Arnold Gelderman | Herbert Flack     |

## Achtergrond

### Productie
Treasure Planet werd in een periode van vierenhalf jaar geproduceerd, maar het idee voor de film bestond al veel langer. Ron Clements stelde het plan voor de film al voor in 1985.
Animatie voor de film begon in 2000. De film combineert traditionele 2D-animatie met 3D-computeranimatie. Zo is het personage B.E.N. geheel met de computer getekend. John Silver is een geval apart. Zijn normale lichaam is getekend met de hand, maar zijn robotledematen zijn getekend met de computer.
Om de film meer actiescènes te kunnen geven en de tekenstijl nog enigszins aan te laten sluiten op het boek Schateiland gebruikten de tekenaars het concept van het "Etherium", een "ruimte gevuld met een atmosfeer". De ruimteschepen in de film zien eruit als klassieke zeilschepen, maar dan met zonnepanelen als zeilen. De crew hanteerde tijdens de productie de "70/30 regel", wat inhield dat de film 70% traditioneel en 30% sciencefiction moest zijn.

### Ontvangst
Treasure Planet was een zogenaamde box office bomb. De film bracht niet genoeg op om het productiebudget terug te verdienen. Desondanks waren reacties op de film wel positief. De film scoort momenteel een 72% score op Rotten Tomatoes.

### Filmmuziek
Treasure Planet is een van de weinige Disneyfilms zonder meerdere muzikale nummers. Het grootste gedeelte van de geluidsband bestaat uit achtergrondmuziek geschreven door componist James Newton Howard. In de film komt slechts 1 gezongen nummer voor: I'm Still Here (Jim’s Theme) van John Rzeznik. Dit nummer wordt ook niet gezongen door een van de personages, maar door een stem buiten beeld. Tijdens het nummer wordt getoond hoe de band tussen Jim en Silver ontstaat.

#### Nummers
1. "I'm Still Here (Jim's Theme)" (John Rzeznik) - 4:11
2. "Always Know Where You Are" - 3:19
3. "12 Years Later" - 2:44
4. "To the Spaceport" - 1:55
5. "Rooftop" - 2:32
6. "Billy Bones" - 2:24
7. "The Map" - 0:58
8. "Silver" - 2:39
9. "The Launch" - 2:42
10. "Silver Comforts Jim" - 3:23
11. "Jim Chases Morph" - 3:17
12. "Ben" - 2:30
13. "Silver Bargains" - 2:59
14. "The Back Door" - 4:18
15. "The Portal" - 5:04
16. "Jim Saves the Crew" - 4:37
17. "Silver Leaves" - 5:12

### Andere media
Disney heeft vier Treasure Planet-videospellen uitgebracht: Treasure Planet: Battle at Procyon en een aantal spellen genaamd Treasure Planet voor de PlayStation, PlayStation 2 en Game Boy Advance.

## Prijzen en nominaties
In 2003 werd Treasure Planet genomineerd voor 12 prijzen, waarvan er 1 werd gewonnen.
- De Academy Award voor beste animatiefilm
- De Saturn Award voor beste animatiefilm
- 7 Annie Awards:
  - Outstanding Character Animation
  - Outstanding Character Design in an Animated Feature Production
  - Outstanding Directing in an Animated Feature Production
  - Outstanding Effects Animation
  - Outstanding Production Design in an Animated Feature Production
  - 2x Outstanding Voice Acting in an Animated Feature Production
- De Artios voor Best Casting for Animated Voice Over, Feature Film
- De Golden Reel Award voor beste geluidsmontage – gewonnen
- De Young Artist Award voor Best Performance in a Voice-Over Role - Age Ten or Under (Austin Majors)